# إموري تي كلارك
إموري تي كلارك (بالإنجليزية: Emory T. Clark)‏ هو شخصية أعمال أمريكي، ولد في 17 سبتمبر 1905، وتوفي في 27 فبراير 1984.